# Ryan Amoroso
Ryan Anthony Amoroso (Minneapolis, Minnesota, 12 de julio de 1985) es un exjugador de baloncesto estadounidense. Jugando en la posición de ala-pívot, desarrolló su carrera profesional en equipos de Italia, Islandia y Argentina.

## Carrera
Tras destacarse en el baloncesto de instituto de Minnesota, Amoroso fue becado en 2004 por la Universidad Marquette. En consecuencia se integró a los Golden Eagles, el equipo de la institución que competía en la Conference USA de la División I de la NCAA. En su primera temporada en la categoría promedió 6 puntos y 3,6 rebotes por partido en 31 presentaciones, y su equipo tuvo la oportunidad de disputar el National Invitation Tournament.
Al año siguiente los Golden Eagles se integraron a la Big East Conference. El rendimiento deportivo de Amoroso fue muy similar al de su temporada como freshman, sin embargo, debido a a un enfrentamiento con el entrenador Tom Crean, terminó siendo suspendido por falta de disciplina, lo que lo obligó a perderse el tramo final de la temporada 2005-06. Sin lugar en el equipo, optó por transferirse a la Universidad Estatal de San Diego, donde pasó a sumarse a los Aztecs en la Mountain West Conference. Jugó allí hasta agotar su elegibilidad universitaria, por lo que decidió jugar profesionalmente en el extranjero.
Su primer destino fue el Andrea Costa Imola de la Legadue de Italia, como refuerzo para la temporada 2009-10. Posteriormente jugó para el Ungmennafélagið Snæfell de la Úrvalsdeild karla de Islandia. 
En los años siguientes se afianzaría como un jugador del ascenso italiano, retornando también en enero de 2013 al UMF Snæfell.
Amoroso se incorporó a Ferro de la Liga Nacional de Básquet de Argentina en enero de 2016. Allí jugó 32 partidos de serie regular, promediando 10,9 puntos y 8,3 rebotes por encuentro. 
Su carrera como deportista profesional se extendió hasta 2018, actuando sin mucha continuidad en equipos de la segunda categoría italiana y de la primera categoría argentina. 